# Ассетто Корса

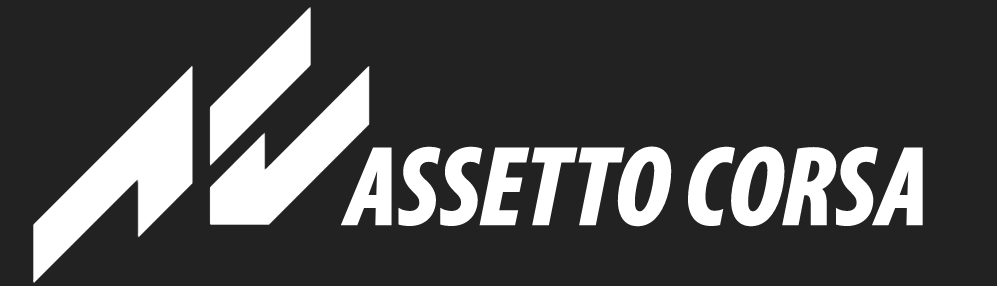
Ассето Корса

Assetto Corsa (італ. «Налаштування перегонів») — це симулятор, розроблений італійським розробником відеоігор Кунос Симуляціоні . Він розроблений з акцентом на реалістичні перегони з підтримкою широкого налаштування та модифікацій . Гра була вперше випущена на ігровій платформі Steam 8 листопада 2013 року і офіційно залишила дочасний доступ як остаточну версію 19 грудня 2014 року
Видавець 505 Games у партнерстві з Куносом оголосили 3 червня 2015 року, що вони випустять гру на Xbox One і PlayStation 4 у 2016 році, а 20 січня 2016 року оголосили дату випуску 22 квітня 2016 року 24 лютого 2016 року було оголошено, що випуск для консолі відкладено на 3 червня 2016 року. 505 Games і Кунос оголосили про ще одну затримку та нову дату випуску для консольних версій 6 травня 2016 року, гра була випущена на консолях 26 і 30 серпня 2016 року в Європі та Північній Америці відповідно. Друга гра Assetto Corsa Competizione була випущена 29 травня 2019 року.

## Геймплей
Assetto Corsa — це симулятор автогонок, пропонує реалістичний досвід водіння з різними дорожніми та гоночними автомобілями за допомогою детальної фізики та симуляції шин на гоночних треках, створених за допомогою технології лазерного сканування. Він підтримує низку периферійних пристроїв, таких як миша, клавіатура, кермо, геймпади, потрійні дисплеї, TrackIR і накладні дисплеї VR, а також Nvidia 3D Vision і професійні системи руху. Програмне забезпечення можна розширити за допомогою модифікованого стороннього вмісту.
Гра дозволяє регулювати параметри реалістичності відповідно до досвіду гравця, починаючи від штучних до «заводських» або повністю вимкнутої підтримки. Різноманітні режими сеансу та налаштування сеансу доступні для гри в режимі офлайн і онлайн. Офлайн-кампанії, спеціальні події, користувацькі чемпіонати, швидкі гонки, дрифт, драг і гонки можна грати поодинці або проти штучного інтелекту. Інструмент керування серверами дозволяє створювати сервери для онлайн-сесій, також підтримуються сесії в локальній мережі й їх хостинг.
Приєднуючись до офлайн/онлайн сеансу, гравці можуть налаштувати свій автомобіль через інтерфейс. Залежно від автомобіля сюди входять передавальні числа, суміші шин, тиск у шинах, паливо, налаштування підвіски, як-от стабілізатори поперечної стійкості, швидкість коліс, висота дорожнього руху, швидкість ущільнювача, діапазон ходу, налаштування амортизаторів, як-от зупинки відбійників і відскоків, амортизатори підйому, налаштування вирівнювання, налаштування трансмісії для блокування диференціала та попереднього навантаження, налаштування гібрида, регулювання крил, ухилу гальм, потужності гальм, обмежувача двигуна тощо. Такі допоміжні засоби, як контроль тяги та ABS, турбонаддув, KERS, ERS, а також параметри гальм двигуна та нахил гальм можна регулювати на ходу за допомогою гарячих клавіш. Таким чином повністю симулюючи реальний досвід.
Ігровий HUD складається з кількох «віртуальних робочих столів», які дозволяють вручну розміщувати різноманітні «програми» будь-де на екрані, а вибір можна розширити за допомогою спеціальних програм, написаних мовою програмування Python . API дозволяє отримати доступ до сеансу та симуляції через зовнішні РК-дисплеї або телефонні програми, а симуляція експортує телеметричні дані у формат, сумісний для професійного програмного забезпечення а саме аналізу даних.

## Офіційні треки
Це список усіх офіційних гоночних трас; DLC позначені (*). Деякі з цих треків доступні в різних макетах (всього 45 макетів).
| Трек                                 | Країна          | Кількість макетів | Макети                                                     |
| ------------------------------------ | --------------- | ----------------- | ---------------------------------------------------------- |
| Автодром Спа-Франкоршам              | Бельгія         | 1                 |                                                            |
| Нюрбургринг                          | Німеччина       | 4                 | GP, GP (GT), спринт, спринт (GT)                           |
| Nürburgring Nordschleife *           | Німеччина       | 4                 | Normal, Endurance, Endurance Cup, Touristenfahrten         |
| Інтернаціональний автодром Муджелло  | Італія          | 1                 |                                                            |
| Autodromo dell'Umbria (Magione)      | Італія          | 1                 |                                                            |
| Автодром Enzo e Dino Ferrari (Імола) | Італія          | 1                 |                                                            |
| Національний автодром Монца          | Італія          | 4                 | GP, 1966 Повний курс, 1966 Junior Course, 1966 Road Course |
| Автодром П'єро Таруффі (Валелунга)   | Італія          | 3                 | Звичайний, Класичний, Клубний                              |
| Підйом на гору Тренто-Бондоне        | Італія          | 1                 |                                                            |
| Драг(вигаданий)                      | Італія          | 5                 | 200 м, 400 м, 500 м, 1000 м, 2000 м                        |
| Дрифт (вигаданий)                    | Японія          | 1                 |                                                            |
| Автодром Парк Зандворт               | Нідерланди      | 1                 |                                                            |
| Ред Булл Рінг *                      | Австрія         | 2                 | ГП, Короткий                                               |
| Автодром Барселона-Каталонія *       | Іспанія         | 2                 | GP, Moto                                                   |
| Brands Hatch *                       | Велика Британія | 2                 | GP, Інді                                                   |
| Автодром Сільверстоун                | Велика Британія | 4                 | ГП, Міжнародний, Національний, 1967                        |
| Black Cat County (вигаданий)         | США             | 3                 | Звичайний, довгий, короткий                                |
| Highlands (вигаданий)                | Велика Британія | 4                 | Normal, Drift, Long, Short                                 |
| Автодром Лагуна Сека                 | США             | 1                 |                                                            |

## Розробка
Кунос створив Assetto Corsa на основі досвіду, отриманого під час розробки netKar Pro та Ferrari Virtual Academy . Студія набула практичних знань, тісно співпрацюючи з реальним автоспортом, оскільки їхній науково-дослідний офіс розташований на трасі Валлелунга, Італія. Гра містить в собі відтворення міжнародних автодромів (досліджених за допомогою як традиційної, так і лазерної технології сканування), а також багатьох автомобілів світових автомобільних брендів, починаючи від повсякденних дорожніх автомобілів і закінчуючи гоночними прототипами та історичними автомобілями.
Розробка над Assetto Corsa була розпочата в 2010 році з проекту автошколи для Automobile Club d'Italia . У 2011 році Кунос перейшов до розробки гри на рушію Unity, однак через обмеження зовнішньої інтегрованості, тобто через відсутність модифікації, і через тривалий час завантаження, вони вирішили залишити це і наприкінці 2011 року створили новий рушій повністю з нуля.
Гра написана на кількох мовах програмування. C++ використовується для симуляції, а Go для багатокористувацького сервера. Інтерфейс користувача та ядро програми запуску закодовано на C#, а інтерфейс — на HTML, що дозволяє користувачам створювати модифікації інтерфейсу. Python можна використовувати для розробки плагінів для отримання даних моделювання в реальному часі. Використовуються API DirectX 11 для графіки, FMOD для звуку та ODE для виявлення зіткнень і фізики твердого тіла .

### Демо для ПК
22 лютого 2013 року Assetto Corsa Technology Preview була демо версією. Вона пропонував одну машину, Lotus Elise SC, і одну трасу, Autodromo dell'Umbria в Маджоне, Італія, а також два режими гри, вільну практику і тайм-атаку. Основна мета попереднього перегляду полягала в тому, щоб дати користувачам змогу вперше спробувати рушій, протестувати його та повідомити відгуки. Для попереднього перегляду гравець мав мати ліцензію netKar Pro . Ця версія і рушій загалом отримали перші позитивні відгуки

### Ранній доступ до ПК
Assetto Corsa отримав дозвіл на Steam Greenlight 13 червня 2013 року. Гра була випущена через площадку раннього доступу Steam 8 листопада 2013 року. Ця послуга дозволяє розробникам випускати функціональний, але ще незавершений продукт, як-от бета-версії, щоб дозволити користувачам купувати назву та допомагати надавати фінансування, тестування та відгуки для остаточного виробництва. Завдяки Early Access гра отримувала оновлення приблизно кожні два тижні, додаючи новий і покращуючи існуючий вміст і функції.

### Випуск на ПК
The Release Candidate, повна версія гри, була випущена 15 жовтня 2014 року. Остаточна версія, після загального виправлення помилок і оптимізації продуктивності, була випущена 19 грудня 2014 року. Гра продовжує отримувати безкоштовні оновлення, нові функції та платні DLC з додатковим вмістом, таким як нові машини та траси.

### Випуск на консолі
У травні 2015 року була анонсована версія гри для PlayStation 4 і Xbox One . Він опублікований 505 Games і був випущений після затримок 26 і 30 серпня 2016 року в Європі та Північній Америці відповідно. Марко Массарутто, співзасновник і виконавчий менеджер Kunos Simulazioni, стверджує, що фізична модель версії для консолі ідентична версії для ПК, а механізми візуалізації та фізики довелося перебудувати, щоб краще використовувати багатопотоковість — цільові показники продуктивності для PlayStation 4 має роздільну здатність 1080p, 60 кадрів в секунду, а Xbox One «як можна ближче до PS4». Консольна версія гри отримала абсолютно новий інтерфейс, оптимізований для використання з геймпадом.